# Carrie 2
Carrie 2 (originaltitel: The Rage: Carrie 2), på Svensk Filmdatabas alternativt skriven som Carrie II, är en amerikansk övernaturlig skräckfilm från 1999 i regi av Katt Shea, samt med Emily Bergl, Jason London, Dylan Bruno, J. Smith-Cameron och Amy Irving i rollerna. 
Filmen är en uppföljare till skräckfilmen Carrie från 1976 baserad på Stephen Kings roman med samma namn från 1974, och är den andra filmen i Carrie-serien. Filmen gick ursprungligen under titeln The Curse och hade från början inga som helst kopplingar till varken romanen eller den föregående filmen om Carrie, men skrevs så småningom om för att kunna bli en direkt uppföljare till 1976 års film.
Handlingen följer den tidigare huvudkaraktären Carrie Whites yngre halvsyster, Rachel Lang (Bergl), som liksom sin äldre halvsyster lider av telekinesi, och som upptäcker att det självmord som hennes bästa vän begått, hade blivit sporrat av en grupp manliga klasskamrater på deras skola, som utnyttjat vännen för sexuell vinning.

## Rollista
| Emily Bergl/Kayla Campbell | – Rachel Lang                    |
| Jason London               | – Jesse Ryan                     |
| Dylan Bruno                | – Mark Bing                      |
| J. Smith-Cameron           | – Barbara Lang                   |
| Amy Irving                 | – Sue Snell                      |
| Zachery Ty Bryan           | – Eric Stark                     |
| John Doe                   | – Boyd                           |
| Charlotte Ayanna           | – Tracy Campbell                 |
| Rachel Blanchard           | – Monica Jones                   |
| Justin Urich               | – Brad Winters                   |
| Mena Suvari                | – Lisa Parker                    |
| Elijah Craig               | – Chuck Potter                   |
| Eddie Kaye Thomas          | – Arnold                         |
| Clint Jordan               | – Sheriff Kelton                 |
| Kate Skinner               | – Emilyn                         |
| Gordon Clapp               | – Mr. Stark                      |
| Steven Ford                | – Coach Walsh                    |
| Deborah Meschan            | – Deborah                        |
| Katt Shea                  | – Biträdande D.A.                |
| Robert D. Raiford          | – Senior D.A.                    |
| Rhoda Griffis              | – Mrs. Porter                    |
| Sissy Spacek               | – Carrie White (arkivflashbacks) |